# Opération des Nations unies pour le rétablissement de la confiance en Croatie
L'Opération des Nations unies pour le rétablissement de la confiance en Croatie, communément abrégée en ONURC (en anglais United Nations Confidence Restoration Operation in Croatia, UNCRO), est une mission de maintien de la paix de l'Organisation des Nations unies en Croatie. Elle est créée en vertu du Chapitre VII de la Charte des Nations unies et approuvée par le Conseil de sécurité dans sa résolution n° 981 le 31 mars 1995. L'UNCRO a hérité du personnel et de l'infrastructure de la Force de protection des Nations unies (FORPRONU). Son commandement était situé à Zagreb ; les troupes de maintien de la paix étaient déployées dans quatre secteurs nommés Nord, Sud, Est et Ouest. Vingt pays différents ont fourni des troupes à cette mission.
Au début, l'UNCRO disposait de 15 000 soldats, anciens membres de la FORPRONU ; l'effectif a été progressivement réduit à environ 7 000 personnes à la fin de la mission, début 1996. Le diplomate sud-coréen Byung Suk Min était le chef civil de la mission, tandis que les commandants militaires de l'UNCRO étaient les généraux Raymond Crabbe et Eid Kamal Al-Rodan. L'UNCRO était liée à la FORPRONU, qui restait active en Bosnie-Herzégovine, et à la Force de déploiement préventif des Nations unies (UNPREDEP), qui était déployée en République de Macédoine. La mission a pris fin le 15 janvier 1996 en vertu de la résolution 1025 du Conseil de sécurité des Nations unies, adoptée le 30 novembre 1995. Seize soldats de l'UNCRO ont été tués, dont quatre au cours de l'opération Tempête en août 1995.
L'UNCRO était chargée de faire respecter le cessez-le-feu de mars 1994 dans le cadre de la guerre d'indépendance croate, de soutenir un accord de coopération économique entre la Croatie et la République serbe de Krajina (RSK), de surveiller les zones situées entre les armées des belligérants, surveiller la péninsule démilitarisée de Prevlaka, assumer des fonctions de liaison, fournir une aide humanitaire et occuper 25 points de contrôle le long des frontières internationales de la Croatie entre le territoire tenu par la RSK, la République fédérale de Yougoslavie et la Bosnie-Herzégovine. L'UNCRO, comme la FORPRONU avant elle, a été critiquée pour son manque de troupes et de ressources adéquates pour mener à bien la mission, et l'accomplissement du mandat de la mission s'est avéré presque impossible.

## Contexte
En 1990, à la suite des élections législatives croates et de la défaite électorale du régime communiste en Croatie, les tensions ethniques se sont aggravées. Après les élections, l'Armée populaire yougoslave (Jugoslovenska narodna armija, ou JNA) a confisqué les armes des Forces de défense territoriale de Croatie (Teritorijalna obrana, ou TO) afin d'annihiler toute résistance. Le 17 août 1990, les tensions ont dégénéré en une révolte ouverte des Serbes de Croatie, centrée sur les régions de l'arrière-pays de la Dalmatie, majoritairement peuplées de Serbes, autour de Knin ainsi que des zones autour de la Lika, Kordun, la Banovina et la Croatie orientale. La République serbe de Krajina (RSK), établie plus tard dans ces régions, a déclaré son intention d'intégrer la Serbie, et a été considérée par le gouvernement de Croatie comme une région sécessionniste. La JNA empêchait la police croate d'intervenir. En mars 1991, le conflit a dégénéré en véritable guerre, la guerre d'indépendance croate. En juin, la Croatie déclare son indépendance alors que la Yougoslavie se désintègre, mais la mise en œuvre de cette décision a été reportée au 8 octobre par un moratoire de trois mois. Une campagne de nettoyage ethnique commence alors en RSK ; la plupart des non-Serbes ont été expulsés au début de 1993,.
La JNA soutenant de plus en plus la RSK, la police croate ne peut faire face à la situation. En mai 1991, la Garde nationale croate (Zbor narodne garde, ou ZNG) est créée en tant que force militaire de la Croatie et est rebaptisée Armée croate (Hrvatska vojska, ou HV) en novembre. La fin de l'année 1991 est marquée par les combats les plus violents de la guerre, qui culminent avec la bataille des casernes, le siège de Dubrovnik et la bataille de Vukovar. En janvier 1992, un accord de cessez-le-feu visant à mettre en œuvre le plan Vance est signé par des représentants de la Croatie, de la JNA et de l'ONU, et les combats cessent. Le plan Vance était conçu pour mettre fin aux hostilités en Croatie et permettre des négociations en neutralisant toute influence causée par les combats, mais il n'offrait pas de solutions politiques préétablies. Ce plan prévoyait le déploiement de la Force de protection des Nations unies (FORPRONU), forte de 10 000 personnes, dans les principales zones de conflit connues sous le nom de « zones protégées par les Nations unies » (UNPA). La FORPRONU est chargée de créer une zone tampon entre les belligérants, de désarmer les éléments serbes croates de la TO, de superviser le retrait de la JNA et des HV des UNPA et le retour des réfugiés dans la région. La Résolution 743 du Conseil de sécurité des Nations unies du 21 février 1992 décrit la base juridique de la mission des Nations unies, qui avait été demandée et approuvée en novembre 1991, sans faire de référence explicite au Chapitre VI (en) ou au Chapitre VII de la Charte des Nations unies. Seule une référence au chapitre VII aurait permis à la force de maintien de la paix d'exécuter son mandat quel que soit le niveau de coopération des belligérants.
En raison de problèmes d'organisation et de violations de l'accord de cessez-le-feu, la FORPRONU n'a commencé à se déployer que le 8 mars. Il lui a fallu deux mois pour se déployer complètement dans les UNPA. Bien que la FORPRONU ait placé la plupart des armes lourdes de l'armée de la République serbe de Krajina (en) (ARSK) dans des entrepôts contrôlés conjointement par l'ONU et la RSK en janvier 1993, la force onusienne n'a pas été en mesure de faire respecter toutes les dispositions du plan Vance, notamment le désarmement de l'ARSK, le retour des réfugiés, la restauration de l'autorité civile et la mise en place d'une police intégrée sur le plan ethnique. Elle n'a pas non plus réussi à faire se retirer les forces de l'ARSK des zones situées en dehors des UNPA désignées et qui étaient sous le contrôle de l'ARSK au moment de la signature du cessez-le-feu. Ces zones, connues par la suite sous le nom de « zones roses », étaient censées être restituées à la Croatie. La non-application de cette clause du plan Vance a fait des zones roses une source majeure de conflit entre la Croatie et la RSK. En 1993, craignant que la situation sur le terrain ne devienne permanente, la Croatie a lancé plusieurs offensives militaires à petite échelle contre la RSK afin de s'emparer d'objectifs locaux importants et d'attirer l'attention de la communauté internationale. En réponse, l'ARSK a récupéré ses armes dans les sites de stockage contrôlés par l'ONU/RSK, annulant ainsi le seul grand succès de la FORPRONU en Croatie.

## Transition de la FORPRONU à l'UNCRO
Le mandat de la FORPRONU a été prolongé à plusieurs reprises, par tranches allant jusqu'à six mois, avec l'accord du gouvernement croate. La situation a changé au début de l'année 1995, lorsque le président croate Franjo Tuđman a écrit au secrétaire général des Nations unies pour l'informer que la Croatie n'accepterait pas de nouvelles prolongations de la mission après son expiration le 31 mars et pour demander que la FORPRONU quitte la Croatie avant la fin du mois de juin. À l'époque, l'ONU avait pour habitude de demander le consentement du pays dans lequel ses forces de maintien de la paix étaient déployées, et la lettre demandait à la FORPRONU de se retirer complètement de Croatie. Une telle action nécessitait également l'abolition des UNPA, qui ont été identifiées comme parties intégrantes de la Croatie par la résolution n° 815 du Conseil de sécurité des Nations unies du 30 mars 1993. Deux jours plus tard, le secrétaire général a signalé au Conseil de sécurité des Nations unies que la FORPRONU n'était pas en mesure de mettre en œuvre des éléments importants du plan Vance, de faire respecter un cessez-le-feu ou de protéger ses propres véhicules contre les détournements dans les Zones d'action des Nations unies (ZAPA).
Le 31 janvier, l'ambassadeur américain Peter Galbraith tente en vain de persuader l'assistant de Tuđman Hrvoje Šarinić d'accepter une nouvelle prolongation du mandat de la FORPRONU, en expliquant que le conflit s'intensifierait inévitablement une fois la force de l'ONU retirée. Cette rebuffade a été suivie par des réponses diplomatiques françaises et britanniques sévères appelant l'ONU à ignorer la décision croate, ce qui a conduit Tuđman à rejeter toute prolongation du mandat. Le secrétaire d'État adjoint américain aux affaires européennes et eurasiennes, Richard Holbrooke, a rencontré Tuđman et lui a suggéré que si la FORPRONU était autorisée à rester, la Croatie pourrait compter sur une intégration dans l'Union européenne et l'OTAN. Pour sortir de la querelle diplomatique, Holbrooke a proposé que la FORPRONU soit remplacée par une nouvelle mission utilisant le même personnel et la même structure organisationnelle. À la suite de l'accord de la Croatie, le Conseil de sécurité des Nations unies adopte la résolution n° 981 établissant l'Opération des Nations unies pour le rétablissement de la confiance en Croatie (UNCRO), remplaçant la FORPRONU dans le pays. Le nom de la nouvelle mission est imaginé par le secrétaire général adjoint des Nations unies, Shashi Tharoor.

## Mission

### Mandat et fonctions
La mission de l'UNCRO est établie en vertu du chapitre VII de la Charte des Nations unies. Elle devait initialement se terminer le 30 novembre 1995 et son mandat consistait à soutenir la mise en œuvre d'un cessez-le-feu convenu par la Croatie et la RSK le 29 mars 1994, ainsi que d'un accord de coopération économique conclu le 2 décembre 1994. Les fonctions militaires de la mission consistaient à surveiller les zones situées entre les positions avancées de HV et de l'ARSK, à vérifier que certains types d'armes lourdes étaient éloignées d'au moins 10 ou 20 kilomètres des positions militaires avancées, à maintenir des points de contrôle, à présider des commissions mixtes et à assurer des fonctions de liaison. Les fonctions économiques de la mission consistaient à soutenir la négociation et la mise en oeuvre de nouveaux accords économiques, à faciliter et à soutenir les activités visant à ouvrir les voies de transport et les réseaux d'approvisionnement en eau et en électricité.
L'UNCRO était également chargée de l'acheminement de l'aide humanitaire et du contrôle, de la surveillance et de la notification de tout transport de personnel militaire, de fournitures, d'équipements ou d'armes à travers les postes de contrôle frontaliers tenus par l'UNCRO entre les territoires croates tenus par la RSK d'une part, et la Bosnie-Herzégovine ou la République fédérale de Yougoslavie d'autre part. L'UNCRO tenait 25 postes de contrôle frontaliers. Le mandat demandait également à l'UNCRO de surveiller la démilitarisation de la péninsule de Prevlaka à l'entrée de la baie de Kotor, conformément à la résolution 779 du Conseil de sécurité des Nations unies. Le déploiement de l'UNCRO est officiellement approuvé par le Conseil de sécurité des Nations unies le 28 avril. La mission devait être réduite en juin à 8 750 soldats de la FORPRONU,.
L'UNCRO a été critiquée pour plusieurs raisons. Le rapport du Secrétaire général au Conseil décrivait les échecs de la FORPRONU, mais la nouvelle mission n'y a pas remédié. Les effectifs étaient insuffisants, ayant été réduits par rapport à ceux de la FORPRONU en raison du nouveau mandat de la mission, et les ressources humaines et matérielles étaient inadéquates pour mener à bien ses tâches. En conséquence, il lui était pratiquement impossible de remplir son mandat. Alors que des sources croates déclarent que le nom de la mission était la seule véritable différence avec la FORPRONU, les autorités de la RSK ne sont pas satisfaites des fonctions de cette nouvelle opération onusienne. Plus précisément, la RSK s'oppose au déploiement des troupes de l'UNCRO le long des frontières internationales. À l'inverse, les Croates se sont réjouis que l'acronyme de la mission apparaisse comme une abréviation de « Croatie ». En réponse, les troupes tchèques de l'UNCRO ont utilisé des plaques d'immatriculation portant l'acronyme de la nouvelle mission lorsqu'elles opéraient sur le territoire contrôlé par les HV et des plaques de la FORPRONU dans les zones tenues par l'ARSK, pour des raisons de sécurité.
| Résolution | Date             | Notes                                                                    |
| ---------- | ---------------- | ------------------------------------------------------------------------ |
| 981        | 31 mars 1995     | Création de l'UNCRO                                                      |
| 990        | 28 avril 1995    | Déploiement de l'UNCRO                                                   |
| 994        | 17 mai 1995      | Mise en oeuvre de la mission de l'UNCRO à la suite de l'opération Éclair |
| 1025       | 30 novembre 1995 | Fin de l'UNCRO                                                           |

### Ordre de bataille
L'UNCRO était commandée depuis le quartier général de la Force de paix des Nations unies (FPNU) établi à Zagreb. Le QG de la FPNU contrôlait l'UNCRO, la Force de déploiement préventif des Nations unies (UNPREDEP) en République de Macédoine et la FORPRONU - qui a été confinée en Bosnie-Herzégovine à partir de la fin du mois de mars. Le commandant de la FPNU était le général de corps d'armée français Bernard Janvier. En juillet, le diplomate sud-coréen Byung Suk Min est nommé à la tête de l'UNCRO, avec le général de division Eid Kamal Al-Rodan de l'armée royale jordanienne en tant que commandant militaire de la mission. Avant Al-Rodan, le poste était occupé par le général de corps d'armée canadien Raymond Crabbe. L'UNCRO a été initialement déployée dans les mêmes régions de Croatie que la FORPRONU, mais les documents contemporains du CSNU ne les désignaient plus comme des APNU, mais plutôt comme des secteurs est, ouest, nord et sud, ou comme des « zones sous le contrôle des autorités serbes locales »,,,,. Un groupe de sources se réfère aux zones de déploiement de l'UNCRO en tant qu'UNPAs, tandis qu'un autre reflète la pratique du CSNU et omet l'acronyme, alors que d'autres parlent d'« anciennes zones de protection des Nations unies ».
Des troupes d'Argentine, de Belgique, du Canada, de République tchèque, du Danemark, de Finlande, de France, d'Allemagne, d'Indonésie, de Jordanie, du Kenya, du Népal, des Pays-Bas, de Norvège, de Pologne, de Russie, de Slovaquie, de Suède, d'Ukraine et des États-Unis ont contribué à la mission. Lorsque l'UNCRO a remplacé la FORPRONU en Croatie en mars 1995, 15 229 soldats des Nations unies - y compris le personnel du QG des FPNU - étaient présents dans le pays. À la mi-novembre, la mission avait été ramenée à 7 041 personnes, dont 164 observateurs militaires (en) et 296 policiers civils (UNCIVPOL),.
| Déploiement              | Composante               | Effectif (Novembre 1995) | Effectif (Mars 1995) | Notes |
| ------------------------ | ------------------------ | ------------------------ | -------------------- | --- |
| Quartier-général         | Quartier-général         | 336                      | 404                  | Comprend 39 UNMO et 26 UNCIVPOL en novembre ; basés à Zagreb |
| Commandement de garnison | Commandement de garnison | 26                       | 404                  | Comprend 19 UNIVPOL (novembre); basés à Zagreb |
| Commandement de garnison | Commandement de garnison | 14                       | 404                  | Comprend 4 UNCIVPOL (novembre) ; basés à Split |
| Commandement de garnison | Commandement de garnison | 6                        | 404                  | Basés à Ploče |
| Secteur Est              | Belgique                 | 693                      | 769                  | Infanterie |
| Secteur Est              | Russie                   | 912                      | 856                  | Infanterie |
| Secteur Est              | Slovaquie                | 590                      | 567                  | Bataillon du génie (unité de soutien, déployée dans le Secteur Est) |
| Secteur Est              | UNMO                     | 48                       |                      | |
| Secteur Est              | UNCIVPOL                 | 16                       |                      | |
| Ancien Secteur Nord      | Danemark                 | 119                      | 953                  | Infanterie |
| Ancien Secteur Nord      | Pologne                  | 461                      | 1,141                | Infanterie |
| Ancien Secteur Nord      | Ukraine                  | 5                        | 555                  | Infanterie |
| Ancien Secteur Nord      | Jordanie                 | 6                        | see note             | Infanterie ; la Jordanie a déployé 3 283 soldats sur de multiples secteurs de Croatie en mars 1995 |
| Ancien Secteur Nord      | UNMO                     | 31                       |                      | |
| Ancien Secteur Nord      | UNCIVPOL                 | 61                       |                      | |
| Ancien Secteur Sud       | Canada                   | 9                        | 1,218                | Opération Harmony; 2nd Bataillon du Royal 22e Régiment, remplacé par le 1er Bataillon du Royal Canadian Regiment à la mi-avril 1995 ; Déployé dans le Secteur Sud ; Fin officiel du déploiement le 17 octobre 1995 |
| Ancien Secteur Sud       | Tchéquie                 | 523                      | 957                  | 2nd Bataillon de maintien de la paix de République tchèque ; ramené à 130 soldats à la mi-janvier 1996 ; commandé par le Lieutenant-colonel Ľudovít Cirok                                                          |
| Ancien Secteur Sud       | Kenya                    | 2                        | 974                  | Bataillon d'infanterie déployé avec la FORPRONU, retiré et remplacé par des observateurs militaires |
| Ancien Secteur Sud       | Jordanie                 | 6                        | see note             | Infanterie ; la Jordanie a déployé 3 283 soldats sur de multiples secteurs de Croatie en mars 1995 |
| Ancien Secteur Sud       | UNMO                     | 34                       |                      | |
| Ancien Secteur Sud       | UNCIVPOL                 | 71                       |                      | |
| Ancien Secteur Ouest     | Népal                    | 165                      | 898                  | Infanterie |
| Ancien Secteur Ouest     | Argentine                | 0                        | 862                  | Infanterie |
| Ancien Secteur Ouest     | Jordanie                 | 0                        | see note             | Infanterie ; la Jordanie a déployé 3 283 soldats sur de multiples secteurs de Croatie en mars 1995, incluant le Secteur Ouest                                                                                      |
| Ancien Secteur Ouest     | UNMO                     | 12                       |                      | |
| Ancien Secteur Ouest     | UNCIVPOL                 | 99                       |                      | |
| Unités de soutien        | Canada                   | 450                      | 0                    | Designée en tant qu'unité de soutien en novembre 1995, déployé dans le Secteur Sud en mars 1995 |
| Unités de soutien        | Danemark                 | 11                       | ?                    | Contingent logistique; Les troupes déployées en mars 1995 incluent celles du Secteur Nord |
| Unités de soutien        | France                   | 828                      | 843                  | Bataillons logistiques |
| Unités de soutien        | Finlande                 | 39                       | 43                   | |
| Unités de soutien        | Indonésie                | 236                      | 220                  | Bataillon médical |
| Unités de soutien        | Pays-Bas                 | 78                       | 148                  | Base logistique |
| Unités de soutien        | Norvège                  | 114                      | 111                  | Unité de contrôle du mouvement |
| Unités de soutien        | Suède                    | 100                      | 128                  | |
| Unités de soutien        | États-Unis               | 361                      | 299                  | Hôpital de bataille, situé à Zagreb ; a fait partie de l'Opération Provide Promise (en), |
| Unités de soutien        | Ukraine                  | 60                       | 555                  | Helicoptère |
| Unités de soutien        | Allemagne                | 519                      | 0                    | Hôpital de bataille, situé à Trogir pour soutenir la FORPRONU en Bosnie-Herzégovine |
| TOTAL                    | TOTAL                    | 7,041                    | 15,229               | |

### Réponse aux offensives croates
Le 1er mai, HV lance l'opération Éclair et envahit la partie du secteur ouest tenue par l'ARSK en l'espace de quelques jours. Šarinić a prévenu Crabbe de l'attaque plusieurs heures à l'avance afin de permettre aux troupes de l'UNCRO de se mettre à l'abri. Les autorités de la RSK ont déclaré que certaines unités de l'ARSK n'ont pu retirer les armes antichars des dépôts de l'UNCRO à Stara Gradiška et près de Pakrac qu'après le début de l'offensive. Ces armes avaient été stockées dans ces dépôts conformément à l'accord de cessez-le-feu de mars 1994. Néanmoins, l'UNCRO n'a pas empêché les troupes de l'ARSK de récupérer les armes. Au cours des combats, les troupes de l'ARSK ont pris en otage 15 membres de l'UNCIVPOL, deux interprètes et 89 soldats népalais et argentins afin de les utiliser comme boucliers humains contre les HV. Les troupes des HV ont détourné un véhicule blindé de transport de troupes de l'UNCRO et un Land Rover pour précéder les chars des HV qui se déplaçaient vers l'ouest le long de l'autoroute A3. Le 3 mai, le bataillon argentin de l'UNCRO facilite la reddition de 600 soldats de l'ARSK près de Pakrac, à la suite d'un accord conclu entre la Croatie et la RSK sous la médiation de Yasushi Akashi, le représentant personnel du secrétaire général des Nations unies. Au cours de l'opération Éclair, trois soldats jordaniens de l'UNCRO ont été blesés par des tirs de HV. L'offensive a clairement montré que le déploiement de l'UNCRO ne dissuaderait pas les Croates de lancer d'autres offensives.
Le 4 août, les HV lancent l'opération Tempête, qui vise à reprendre les secteurs nord et sud, qui englobent la majeure partie de la RSK. L'UNCRO est informée trois heures avant l'attaque, lorsque Šarinić a téléphoné à Janvier. En outre, chaque corps de HV a informé le secteur de l'UNCRO situé sur le trajet de son avancée prévue et a demandé une confirmation écrite de la réception de l'information. L'UNCRO a relayé l'information aux autorités de la RSK. Deux jours plus tard, il est demandé à l'UNCRO de protéger 35 000 civils serbes accompagnant l'ARSK dans sa retraite vers la Bosnie-Herzégovine. Ils ont été pris au piège près de Topusko lorsque les troupes de la HV ont capturé Glina, fermant la dernière route à leur disposition. La base du bataillon ukrainien de l'UNCRO a servi de lieu de négociation pour la reddition du corps de l'ARSK Kordun pris au piège ; les négociations ont été menées en présence d'officiers de l'UNCRO. Le commandant du secteur nord de l'UNCRO a signé l'accord de reddition en tant que témoin. Cette offensive s'est également accompagnée d'actions contre les forces de maintien de la paix de l'ONU ; l'Armée de la République de Bosnie-Herzégovine, qui a soutenu l'offensive depuis la poche de Bihać (en), a attaqué des postes d'observation de l'UNCRO tenus par des troupes polonaises, tandis que les troupes de la HV ont utilisé plusieurs soldats de la paix danois comme boucliers humains. Au cours de l'offensive, l'ARSK a détenu cinq membres du quartier général du secteur est, plusieurs véhicules de l'UNCRO ont été détournés et le personnel de l'ONU a été harcelé. Quatre casques bleus ont été tués au cours de l'offensive - trois par des actions des HV et un par des tirs de l'ARSK - et 16 ont été blessés. Les troupes HV ont également détruit 98 postes d'observation de l'ONU.
Après les deux offensives et les négociations menées par Akashi, l'UNCRO a continué à superviser le cessez-le-feu dans le secteur Est. Le rôle de l'UNCRO dans les secteurs nord et sud s'est limité à la consolidation de la paix après le conflit, à la suite d'un accord entre les autorités croates et Akashi. En novembre 1995, l'UNCRO s'est retirée du secteur Est. Même si l'ONU a prévu de réduire les effectifs de l'UNCRO à 4 190 hommes à la fin du mois de septembre, et à environ 2 500 en octobre, l'effectif de la mission est maintenu à plus de 7 000 hommes jusqu'en novembre.

## Fin de la mission et conséquences
La résolution n° 1025 du Conseil de sécurité des Nations unies, adoptée le 30 novembre 1995, a mis fin à la mission de l'UNCRO. Cette résolution a été adoptée à la suite de l'accord d'Erdut conclu entre la Croatie et les représentants des Serbes du secteur Est. Elle définit les mécanismes de rétablissement pacifique de la région sous le contrôle de la Croatie et établit une période intérimaire prenant fin le 15 janvier 1996, date à laquelle l'autorité devait être transférée de l'UNCRO à une nouvelle force de transition devant être déployée dans la région,. À l'expiration de la période intérimaire, le Conseil de sécurité des Nations unies adopte les résolutions n° 1037 et 1038, qui établisssent l'Administration transitoire des Nations unies pour la Slavonie orientale, la Baranja et le Sirmium occidental dans l'ancien secteur Est et la Mission d'observation des Nations unies à Prevlaka. Le début des deux nouvelles missions coïncide ave l'arrivée de l'OTAN en Bosnie-Herzégovine pour faire respecter les accords de Dayton.
Seize membres du personnel de l'UNCRO sont morts au cours de la mission : trois soldats kenyans ont été tués ; les bataillons tchèque, danois, français et russe ont perdu deux soldats chacun ; les contingents argentin, belge, jordanien, polonais et ukrainien ont perdu un soldat chacun. Quatre soldats de la paix de l'UNCRO ont été tués au cours de combatts importants dans la zone de la mission.
La Médaille des Nations unies est décernée aux troupes ayant servi au sein de l'UNCRO pendant au moins 90 jours consécutifs. La médaille est suspendue à un ruban de 35 millimètres de largeur comportant une bande rouge à bordure blanche de 9 millimètres sur fond bleu, flanquée de bandes de 6 millimètres - vert olive à gauche et marron à droite - séparées de 3 millimètres de la bordure blanche.